# Gypse
Cet article concerne le minéral. Pour la roche, voir Gypse (roche).
Le gypse est une espèce minérale composée de sulfate de calcium dihydraté, de formule chimique CaSO4 · 2 H2O. Le même mot, gypse, désigne aussi une roche évaporite majeure, constituée principalement du minéral gypse. On extrait le gypse de carrières, appelées plâtrières, ou improprement gypseries.

## Historique de la description et appellations

### Étymologie
Le neutre gréco-latin gypsum, emprunté au grec γύψος / gýpsos, désigne la pierre à plâtre, le gypse, voire la craie et le ciment en général, mais surtout le plâtre jusqu'à ses applications antiques, statue ou portrait en plâtre dès l'époque de Juvénal.
La racine du mot est probablement sémitique car la connaissance du gypse et l'art d'en obtenir des plâtres de diverses qualités est attestée en Égypte antique. Des plâtres mélangés avec du sable fin constituent la base du mortier employé pour la construction des pyramides et des tombeaux.
L'ancien français du début du XIIIe siècle connaît les termes gip, gif ou gist qui désignent autant le gypse que le plâtre. Le latin médiéval a influencé la graphie gips, attestée en 1464 avant la réécriture humaniste qui a donné gypse en français. L'anglais a gardé l'écriture savante gréco-latine gypsum. En allemand, der Gips ou le dialecte alsacien Gips entretiennent la même confusion que l'ancien français ou l'anglais entre plâtre (forme cuite réhumidifiée ou non) et le minéral ou la roche initiale. L'adjectif gypseux n'est attesté en français moderne qu'à partir de 1560.

#### Plâtre et autres hydrates
Les ouvriers gypsiers ou les plâtriers distinguaient sans ambages la pierre gypseuse ou pierre à plâtre du plâtre cru. Le plâtre cru vient de prendre, le plâtre dur est durci et sec après la pose. Ils distinguaient aussi le plâtre vif ou le plâtre à raviver, soit la poudre fine de plâtre à pouvoir de prise, du plâtre mort, c'est-à-dire une poudre de plâtre, préalablement bien trop humidifié sans plus aucun pouvoir de prise.
L'hémihydrate et le dihydrate de sulfate de calcium, soit respectivement, la bassanite (CaSO4・½ H2O) (le plâtre actif, autrefois dit plâtre vif) et le gypse (CaSO4・2 H2O), et l'anhydrite (forme anhydre de CaSO4) sont des espèces minérales précisément dénommées d'après la nomenclature lavoisienne, par des chimistes français œuvrant à la compréhension chimique du plâtre de Paris depuis la fin du XVIIIe siècle.

#### Sélénite ou pierre de lune
Autrefois, les plâtriers désignaient le gypse naturel ou l'anhydrite comme la pierre de lune. Ils considéraient que la variété transparente fournissait l'image minérale de la lune.
La sélénite, terme de formation savante, issu de l'antique vocable gréco-latin σεληνίτης / selēnítēs (masculin) ou σεληνῖτις / selēnĩtis (féminin), pierre (λίθος / líthos) de lune (σελήνη / selḗnē), désigne indistinctement les roches et les minéraux à base de sulfate de calcium, principalement gypse et anhydrite, au début du XVIIe siècle, bien avant de se spécialiser dans une grande forme cristalline spécifique.

#### Eau séléniteuse
L'eau chargée en gypse dissous était également nommée par les anciens chimistes eau séléniteuse, ou autrefois « eau de lune » dans la tradition médiévale des plâtriers[citation nécessaire]. Cette eau séléniteuse était impropre à la cuisson des aliments et au savonnage du linge[citation nécessaire]. Elle était autrefois détestée[citation nécessaire] par les lavandières et les ménagères, mais aussi par les forgerons et les tailleurs de pierre, qui croyaient erronément que le gypse et le sulfate de calcium dissous dans l'eau, ou transportés en suspension dans l'air sous forme de poussières, favorisaient la rouille des objets en fer et accéléraient l'altération des pierres naturelles[citation nécessaire]. En condition anaérobie et en présence de suffisamment de matière organique (donneur d'électrons), sous l'action des bactéries sulfato-réductrices, les sulfates (accepteur d'électrons) dissous dans l'eau pouvaient également être réduits en sulfures. Il s'ensuivait alors un dégagement d'hydrogène sulfuré (H2S gazeux) à l'odeur particulièrement nauséabonde et repoussante, ce qui pourrait également expliquer l'aversion de certaines corporations et de la population pour les effluents d'eau séléniteuse au Moyen Âge[citation nécessaire].
Le terme ancien, et désuet, d'eau séléniteuse a été remplacé dans les publications modernes par celui d'eau sulfatée. Les eaux riches en sulfates peuvent provoquer des dégâts importants dans les bétons et les mortiers par réaction chimique de gonflement interne au sein de la matrice de pâte de ciment durcie. On parle alors d'attaques sulfatiques externes par opposition à l'attaque sulfatique interne due à la formation d'ettringite différée au sein des structures massives en béton soumises à un échauffement interne trop important (T > 65 °C). La cristallisation de gypse est un facteur aggravant qui s'ajoute à celle de l'ettringite (amas d'aiguilles acérées croissant dans les pores du béton et pouvant exercer une très grande pression de cristallisation soumettant la matrice de béton à des contraintes mécaniques internes importantes la sollicitant en tension).

### Synonymes
- Aphroselenon[10].
- Gypsite : terme anglais qui désigne la roche plus que le minéral[11].
- Montmartrite (Delamétherie)[12].
- Lapis specularis : ce terme de l'Antiquité romaine est donné à plusieurs minéraux : les micas (surtout la muscovite), le talc et le gypse[13].
- Oulopholite[14].
- Spath satiné[15] (dénomination qui qualifie aussi la calcite). Correspondant au satin spar anglais, il désigne pour les spécialistes une variété fibreuse caractéristique.

Ambiguïté du terme sélénite
- Pour les francophones, le terme « sélénite » est usité comme un simple synonyme du gypse minéral naturel[16]. Ce nom provient du grec selenitis, « pierre de Lune », car les anciens prétendaient y voir l'éclat de la Lune.
- Pour les chimistes, le terme sélénite (français) ou selenite (anglais) désigne l'espèce chimique SeO32– (valence : Se-IV), un sel du sélénium, un élément chimique sans aucun rapport avec le gypse, même si on peut en trouver des traces sous forme d’impuretés dans le minéral naturel.
- Pour l’association internationale de minéralogie (AIM), seul le gypse est reconnu, sous le terme Gypsum[17]. Le symbole AIM (IMA en anglais) du gypse est Gp[18].

L'usage de l'ancien terme sélénite pour désigner les macrocristaux automorphes de gypse à l'habitus cristallin caractéristique avec des faces nettes et bien développées (aspect décrit par le qualificatif euhedral en anglais) est de ce fait déconseillé, ce qui explique qu'il tombe aussi en désuétude et n'est plus couramment utilisé aujourd'hui.

## Caractéristiques physico-chimiques
Le minéral pur est léger, de densité 2,317. Ses faces cristallines ont un aspect vitreux translucide, nacré ou soyeux, bien observable lorsque le solide gypseux est incolore ou légèrement coloré. Tendre, rayable à l'ongle en laissant une trace blanche, il se fend et se délite aisément. Le minéral a servi d'étalon pour définir le degré de dureté 2 dans l'échelle de Mohs à l'origine.

### Critères de détermination
Le gypse est légèrement soluble dans l'eau pure, soit une solubilité maximale de 2,5 g par litre dans les conditions normales de température et de pression. La solubilité du gypse, pour 100 g d'eau pure, n'est que 0,223 g à 0 °C (eau froide) et 0,257 g à 50 °C. La dissolution est plus efficace entre 30 et 40 °C. Le passage en solution est en général imperceptible à l'œil.
Le minéral gypse ne peut être caractérisé par une effervescence aux acides. L'eau chargée de dioxyde de carbone (CO2) ou légèrement acide n'a aucun effet sur le minéral. Le gypse est toutefois soluble dans les acides forts, en particulier, et facilement dans l'acide chlorhydrique (HCl) à chaud. Il est aussi soluble dans le glycérol, les solutions diluées d'acides, de sels d'ammonium, de peroxodisulfate de sodium, voire de chlorure de sodium et de chlorure de magnésium. Toutes ces dernières solutions diluées favorisent la dissolution du gypse. Il est insoluble dans les alcalins et les solvants organiques courants.
Une lame transparente de gypse blanchit puis s'effrite lorsqu'elle est chauffée légèrement. Elle tombe en poudre après avoir généré un brouillard humide. Le test de chauffe, s'il est réalisé dans un tube à essai en verre suffisamment allongé, ne laisse au fond du tube qu'une petite masse poudreuse et une buée caractéristique, se condensant et se rassemblant en petites gouttelettes d'eau, sur les parois du tube les plus éloignées de la zone de chauffe.
Placé dans une flamme, le gypse décrépite, blanchit et s'exfolie.
Chauffé entre 120  et   130 °C, ce minéral se décompose en une fine poudre d'hémihydrate de sulfate de calcium, communément appelée plâtre, et correspondant en minéralogie à la bassanite.
CaSO4・2 H2O (solide) → CaSO4・½ H2O (solide) + 3/2 H2O (vapeur)
Dans les conditions normales de pression, la perte des trois demi-moles de la réaction ci-dessus est rapide à 128 °C. Mais la perte de deux moles d'eau peut être complète à 163 °C, avec la réaction suivante :
CaSO4・ ½ H2O (solide) → CaSO4 (solide) + ½ H2O (vapeur).
En pratique, les réactions présentées restent indicatives. De 60 °C à 200 °C, avec des cinétiques variables, différentes formes allotropiques métastables d'hémihydrates puis d'anhydrites apparaissent. Elles doivent être souvent réduites en poudre, car la plupart ne possèdent pas une consistance pulvérulente dès leurs formations.
Ajoutons sommairement que le gypse, comme l'anhydrite, est utilisé pour la fabrication industrielle du plâtre. Par chauffage, on obtient un sulfate hémihydraté qui, après broyage, forme un liant qui se réhydrate en gypse au contact de l'eau. La prise du plâtre peut s'expliquer par un feutrage d'aiguilles de gypse renaissant.
Le gypse possède des propriétés plastiques caractéristiques des minéraux d'évaporites, soumis à forte pression, il peut s'écouler et constituer une semelle de glissement, par effet de gravité ou de pression tangentielle. Les montagnes qui reposent sur des bancs de gypse sont susceptibles d'être glissées, versées ou coulissées au loin par des nappes de charriage.

### Variétés
Le gypse cristallise selon des faciès très différents et possède ainsi, du fait des nombreux aspects de ses cristaux, des variétés extrêmement diverses. Les cinq premières variétés, parfois microcristallines ou à petits cristaux compacts ou enchevêtrés, sont surtout présentes dans la roche. Ce sont principalement des variétés d'habitus :
- le gypse lamelleux, commun dans les bancs d'évaporites, a des cristaux allongés ou tabulaires, à l'état de lamelle.
- albâtre gypseux : variété grenue de gypse massif à grains fins à très fins ; elle est translucide à blanche. Les masses granulaires, d'aspect cireux, sont parfois veinées ou litées. À noter que le terme albâtre n'est pas propre au gypse et à sa roche mais s'étend aux calcaires ;
- gypse fibreux : variété en couches à fibres parallèles, à éclat satiné, ou en concrétions à fibres courbées. On les trouve dans les fissures ou au contact de l'anhydrite. Elle correspond à la pierre à plâtre ou provient souvent de l'évolution de l'anhydride soluble naturelle ;
  - Le gypse « corne de bélier » est formée de longs et fins cristaux fibreux qui épousent ce motif courbe.
  - Le spath satiné se caractérise par les reflets soyeux de ses cristaux fibreux, assemblés en masse fibreuse nacrée et satinée.
- gypse saccharoïde : variété de gypse en masses granulaires compactes et plus ou moins grossières, en particulier fort commune dans le bassin parisien où il constitue la roche gypseuse, à cassure brillante, analogue au sucre, dont le nom dérive du latin saccharum ou du grec sakkharon, sucre et du suffixe d'origine gréco-romaine -oïde, signifiant globalement « en forme de sucre ou de masse sucrée » ou « ayant l'aspect du sucre » ;
- la pierre à plâtre commune ou du commerce, en masse cristalline compacte et faiblement calcareuse
- ordite : variété qui est en fait une pseudomorphose de gypse d'un minéral non identifié, découverte à Orda, dans le kraï de Perm, en Russie ;

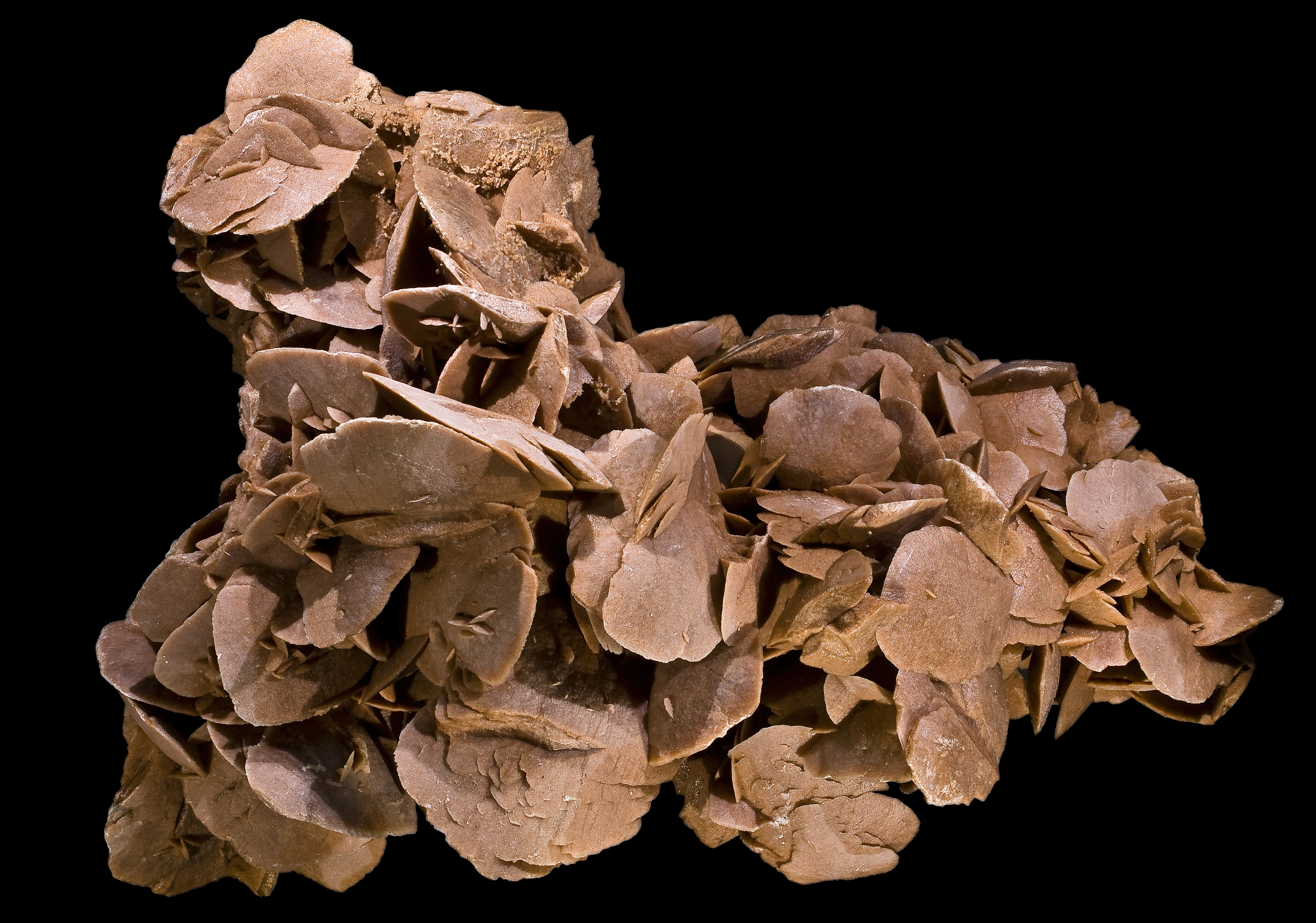
Gypse en forme de rose des sables trouvée en Tunisie.

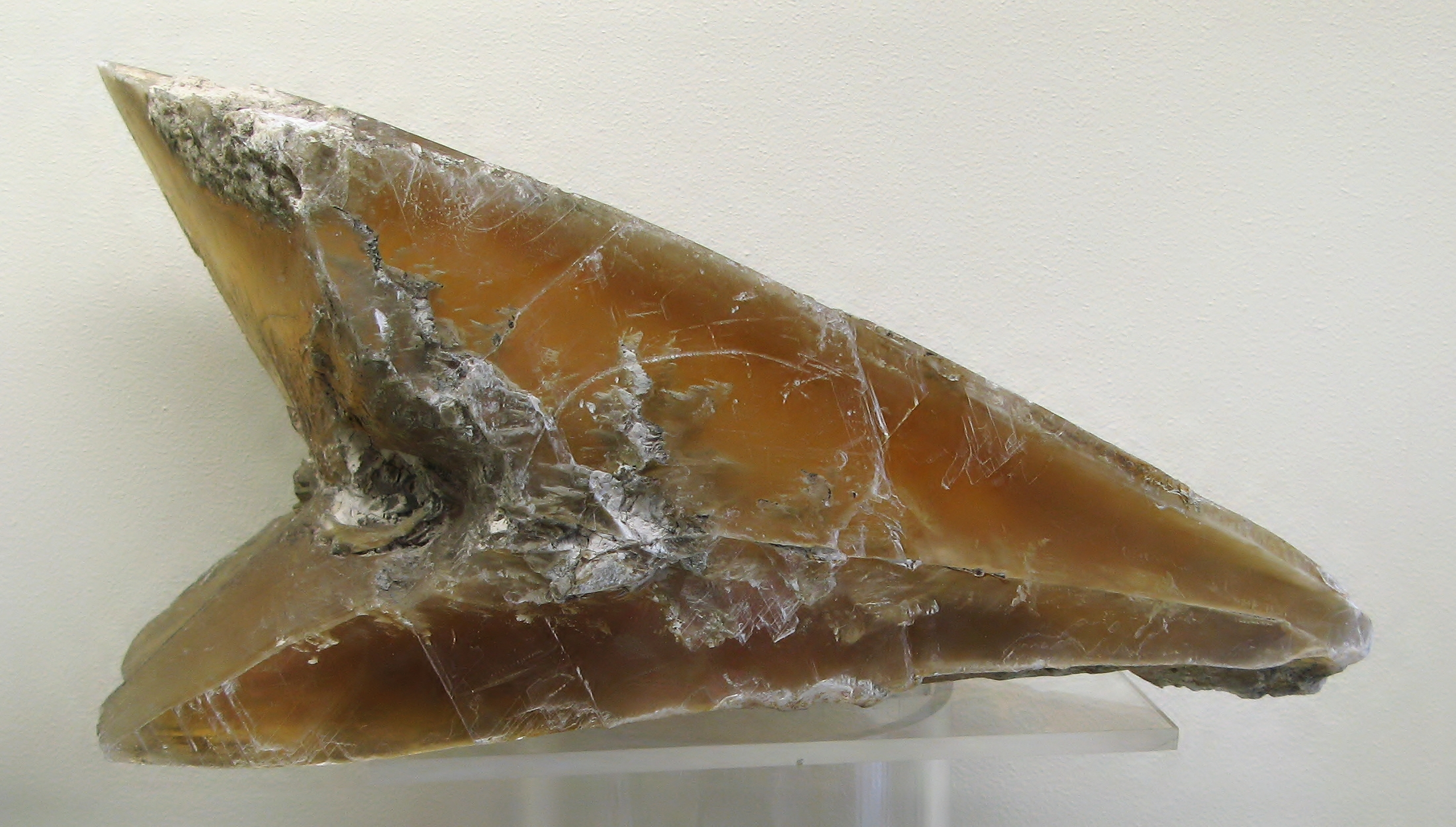
Gypse en fer de lance, exposé au Musée minéralogique de Bonn, Allemagne

- gypse lenticulaire : plus rarement, le gypse se trouve sous forme de grands cristaux transparents, tabulaires ou maclés. Les cristaux du gypse sont bien connus des chimistes pour leur facilité à former des macles ou associations de faces cristallines. Ils peuvent être « en fer de lance », « en queue d'hirondelle » ou former des « roses des sables » :
  - Le gypse en fer de lance est le résultat de la macle de deux grands cristaux lenticulaires. À la loupe ou à l'œil nu, un fer de lance est formé d'une macle ou union de deux cristaux géants suivant une ligne médiane bien visible qui représente le plan visible d'union ou macle ; La chambre Cave of Swords, découverte en 1912 à 120 m de profondeur dans la mine de Naïca, dans l'état désertique de Chihuahua, au Mexique, dévoile de gigantesques épées de gypse, dépassant souvent deux mètres. Une autre chambre (Cave of Crystals), trouvée en 2000 à 290 m de profondeur dans cette même mine de Naïca, a permis la découverte de cristaux géants de gypse atteignant les 11 mètres de long[21].
  - Il existe aussi des macles simples dites pieds d'alouette, en queue d'aronde (favorisant les cristaux prismatiques), en queue d'hirondelle… ;
  - Les roses des sables sont des cristallisations lenticulaires de gypse dont la disposition rappelle les pétales de roses. Elles se forment principalement dans les sebkhas par évaporation d'eau infiltrée sur des grains de quartz ou de sables support qui peuvent en constituer parfois plus de la moitié de la masse. La rose des sables est ainsi le résultat de multiples associations maclées de gypse ou de l'enchevêtrement de cristaux lenticulaires dont les concrétions, en lentilles jaunâtres et saccharoïdes, forment des masses isolées, associant le plus souvent des sables de nature variée. Ces cristallisations se rencontrent dans des terrains tendres (sable, argile), principalement dans les déserts, mais peuvent aussi se rencontrer dans les zones tempérées, notamment en France. Les plus connues et plus belles proviennent des marges sahariennes du Maghreb (Algérie, Maroc, Tunisie) ou désertiques des États-Unis (Arizona, Nouveau-Mexique)[22].
  - Les masses de concrétion cristalline de gypse, zonées par l'arrangement ordonné des cristaux, donnent des onyx gypseux.

### Cristallochimie
La structure cristalline du gypse apparaît simple, avec ses feuillets de [Ca(SO4)]0 électriquement neutres maintenus par des molécules d'eau (H20)0. Les groupes de tétraèdres SO42−, contenant le soufre au centre d'un tétraèdre et les quatre oxygènes aux quatre sommets, sont indépendants et disposés sur deux plans parallèles. Ils sont liés chacun par un de leurs atomes d'oxygène à trois cations Ca2+. Les cations Ca2+ au tiers de l'épaisseur du feuillet sont situés entre trois groupes SO42−. Ils sont entourés de six oxygènes, en plus de deux molécules d'eau (H2O) placées sur un plan externe au feuillet.
La cohésion interne au feuillet est bien supérieure à la cohésion entre feuillets, assurée uniquement par liaisons faibles de van der Waals entre les molécules d'eau homologues de deux feuillets voisins. Cette dernière est encore plus faible si l'ion Na+ s'y installe.
Cette architecture ionique permet d'expliquer les trois clivages du gypse, le premier qualifié de « facile et parfait », le second de « bon », et le troisième de « fibreux ». La connaissance de la structure cristallographique du gypse et de son comportement mécanique à l'échelle microscopique permet de mieux comprendre ses propriétés physico-chimiques et d'appréhender plus efficacement certaines difficultés techniques rencontrées dans l'application industrielle majeure du matériau, à savoir la fabrication du plâtre. Remarquons que, généralement, le clivage microscopique des grands cristaux appartenant au système cristallin monoclinique, classe prismatique, est facile. Mais les feuillets se courbent sans avoir l'élasticité propre au mica.
Le gypse est le représentant d'un groupe isostructurel, le groupe du gypse :
- ardéalite (it) Ca2(PO3OH)(SO4)·4H2O, Cc, m ;
- brushite Ca(PO3OH)·2H2O, I2/a, 2/m ;
- churchite-(Nd) Nd(PO4)·2H2O ;
- churchite-(Dy) (Dy,Sm,Gd,Nd)(PO4)·2H2O ;
- churchite-(Y) YPO4·2H2O, A2/a, 2/m ;
- gypse CaSO4·2H2O, A2/a, 2/m ;
- pharmacolite CaH(AsO4)·H2O.

### Cristallographie

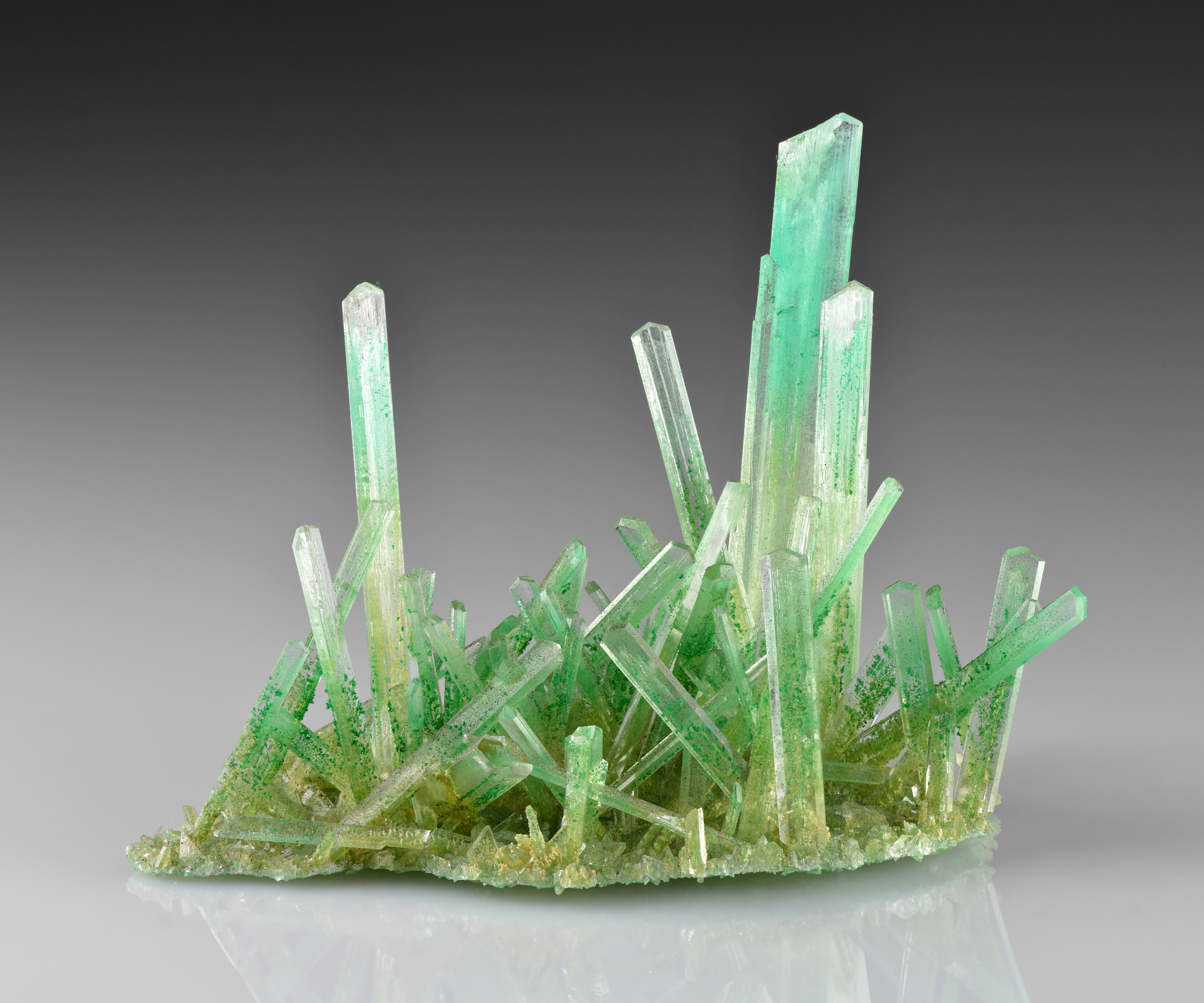
Cristaux de gypse avec des inclusions vertes d'herbertsmithite. Ces cristaux ont été découverts à la mine de Polkowice-Sieroszowice en Pologne.

La forme cristalline dérive d'un prisme rhomboïdale oblique.
- Paramètres de la maille conventionnelle : {\displaystyle a} = 5,68 Å, {\displaystyle b} = 15,18 Å, {\displaystyle c} = 6,29 Å, β = 113,833° (V = 496,09 Å3), Z = 4 unités formulaires par maille
- Densité calculée = 2,31 g/cm3

Cristaux isolés
Les cristaux isolés peuvent se présenter sous forme de bloc ou être biseautés, prismatiques à tabulaires, lamellaires, ou lenticulaires. Ils sont très souvent maclés. Les cristaux de petite taille se regroupent souvent en pied d'alouette. Les cristaux de grande taille s'apparient souvent en fer de lance. Certains cristaux s'associent en lames ou en petits filons fibreux. On trouve aussi des cristaux tabulaires ou lenticulaires, à faces légèrement courbes, mais l'analyse chimique révèle des impuretés de NaCl.
Les variétés de gypse de grande taille dénommées autrefois individuellement « une sélénite » attestée en 1611 en français moderne, atteignent quelques centimètres ou même quelques décimètres. On les trouve souvent dans les sables ou les argiles à proximité de bancs de gypse. Il désigne pour les collectionneurs un gypse aux fins cristaux en lamelles transparentes, multidirectionnelles, ou encore un habitus cristallin de grande dimension rassemblant parfois des cristaux gigantesques. C'est notamment le cas dans une cavité naturelle dénommée Cueva de los Cristales (Cave of Crystals) recoupée fortuitement par une galerie de la mine de Naica à 290 m de profondeur en 2000 au Mexique. Des « cristaux de sélénite » transparents, marqués de stries verticales, à face apicale et à éclat perlé, y atteignent des dimensions hors du commun. Le plus grand des cristaux mesure 11,40 mètres de long, avec un volume d'environ 5 mètres cubes et une masse estimée à 12 tonnes. L'appellation sélénite s'est maintenue sous influence anglo-saxonne, alors que l'usage du mot français s'amenuisait. Les cristaux de gypse les plus beaux, ou de grande taille, sont ainsi encore dénommés sélénites ou « gypse sélénite » par les collectionneurs.
Clivage
Il existe principalement deux clivages formant un angle de 60°. Le premier sur (010) est quasiment parfait. Il apparaît micacé, en lames et écailles parfois très minces, un peu flexibles, mais néanmoins non élastiques.
Avec un couteau à lame mince, il est facile de procéder à la division d'un grand cristal transparent en fines lames. Chaque lame, sous l'effet d'un léger choc, se clive à son tour, suivant deux séries de plans de fracture, se croisant à 60°.

## Gîtes et gisements
Le gypse, minéral très répandu, est universellement connu par les nombreuses variétés morphologiques de ses cristaux. Il est ainsi qualifié de fer de lance, pied d'alouette, fibreux, terreux, grenu, saccharoïde, lamellaire, spathique, lamellaire fin ou sélénite, vitreux transparent ou pierre de lune, mica, spath satiné, pailleté de soleil, rose des sables... et sa variété la plus dure, à beau poli, à masse granulaire très fine, employée par les sculpteurs et décorateurs se nomme même par sa blancheur immaculée albâtre.

### Gîtologie et minéraux associés

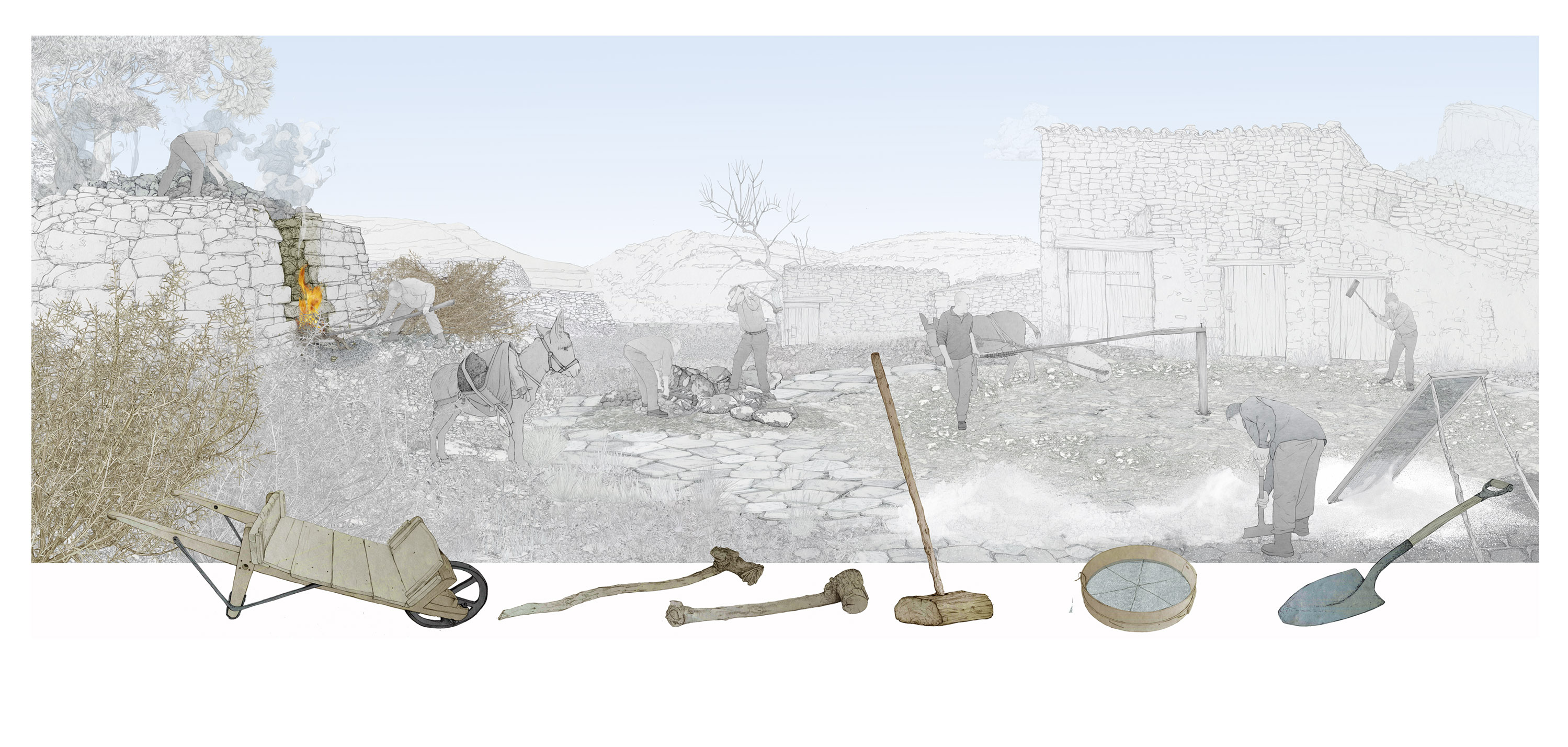
Travail du gypse. Musée valencien d'ethnologie.

Le gypse est un des sulfates naturels les plus communs, terme majeur des dépôts évaporites, car plus abondant que la halite. Le minéral se formerait en principe par sédimentation épaisse au cours de l'évaporation de lagunes d'eau de mer coupées de la mer, par la première cristallisation des sels contenus dans l'eau marine.
Les bancs puissants de gypse font partie des roches sédimentaires salines, encore appelées roches évaporites. Leur préformation lagunaire ou en playas ou plages à rivages oscillants, typiques de milieux salins ou saumâtres sursaturés, semble évidente dans une modélisation simplifiée :
- lorsque le niveau des océans augmente, des lagunes se remplissent ;
- lorsque le niveau baisse, ces lagunes sont coupées de la mer, leur eau s’évapore et le gypse se dépose au fond.

Pourtant, les vases filtrantes, les fluctuations diurnes ou saisonnières de température, les éventuels rares lavages par inondation jouent aussi un rôle. Les dépôts salins ou d'évaporites complexes sont recouverts ensuite par d'autres sédiments, notamment des vases argileuses ou des argiles ou soumis à d'autres influences géologiques. C'est pourquoi de gros blocs en concrétions de gypse peuvent se former par diagenèse dans les argiles et marnes.
Le gypse peut perdre les molécules d'eau retenues au cours de sa cristallisation à partir de 42 °C, voire pratiquement dès 33 °C, pour donner naissance à l'anhydrite, le cristal anhydre de sulfate de calcium (CaSO4), qui se retransforme lentement en gypse si l'anhydrite entre à nouveau en contact avec l'eau ou si la température ou la pression baisse. L'anhydrite peut constituer un mode de stockage, puis le gisement parvenu en surface se transforme en couche de gypse par hydratation au contact de l'humidité du sol ou de l'atmosphère.
Le gypse formé en couches épaisses d'évaporites (marines ou lacustres) incluses dans les roches sédimentaires se rencontre en présence de minéraux comme l'anhydrite, l'aragonite, la calcite, la célestine, la dolomite, la halite et les sulfures.
Le gypse est aussi un dépôt de précipitation assez commun à partir de sources thermales. Le gypse apparaît autour des dépôts par sublimation directe de fumerolles, phénomènes associés en profondeur aux batholites. Il peut avoir aussi avoir une origine volcanique, notamment de sources chaudes.
Le gypse des mines métallifères, notamment dans les zones de minerais sulfurés soumis à dégradation oxydante des sulfures, provient de filons hydrothermaux formés au contact des plutons granitiques.
Le gypse est également parfois présent dans certaines météorites[citation nécessaire].
Dans les zones désertiques, les dépôts sédimentaires remaniés par l'érosion éolienne, avec dépôt et reprise par le vent, produisent une accumulation progressive de sables gypseux en dunes impressionnantes, composés parfois de minéraux érodés quasi-purs, comme à White Sands au Nouveau-Mexique. Parfois, le vent dissémine simplement les fins cristaux, qui finissent par constituer des agrégats en « rosettes », de couleurs plus ou moins brunes ou rougeâtres, avec souvent à l'origine des noyaux d'origines diverses (sables calcaires ou siliceux, argiles…), dans les endroits de dépôts.
En France, d'importants dépôts de gypse apparaissent[Où ?] entre −250 et −33 millions d'années.
Les principaux gisements de gypse, intensément exploités dans l'économie contemporaine, sont des bancs de roches évaporites, suffisamment puissants (c.-à-d. épais).

### Gisements producteurs de spécimens remarquables
Australie
- Lac Eyre. Cette formation désertique d'Australie-Méridionale s'étendant sur 9 300 km2 pourrait contenir 4 milliards de tonnes de gypse.

États-Unis
- Arizona :

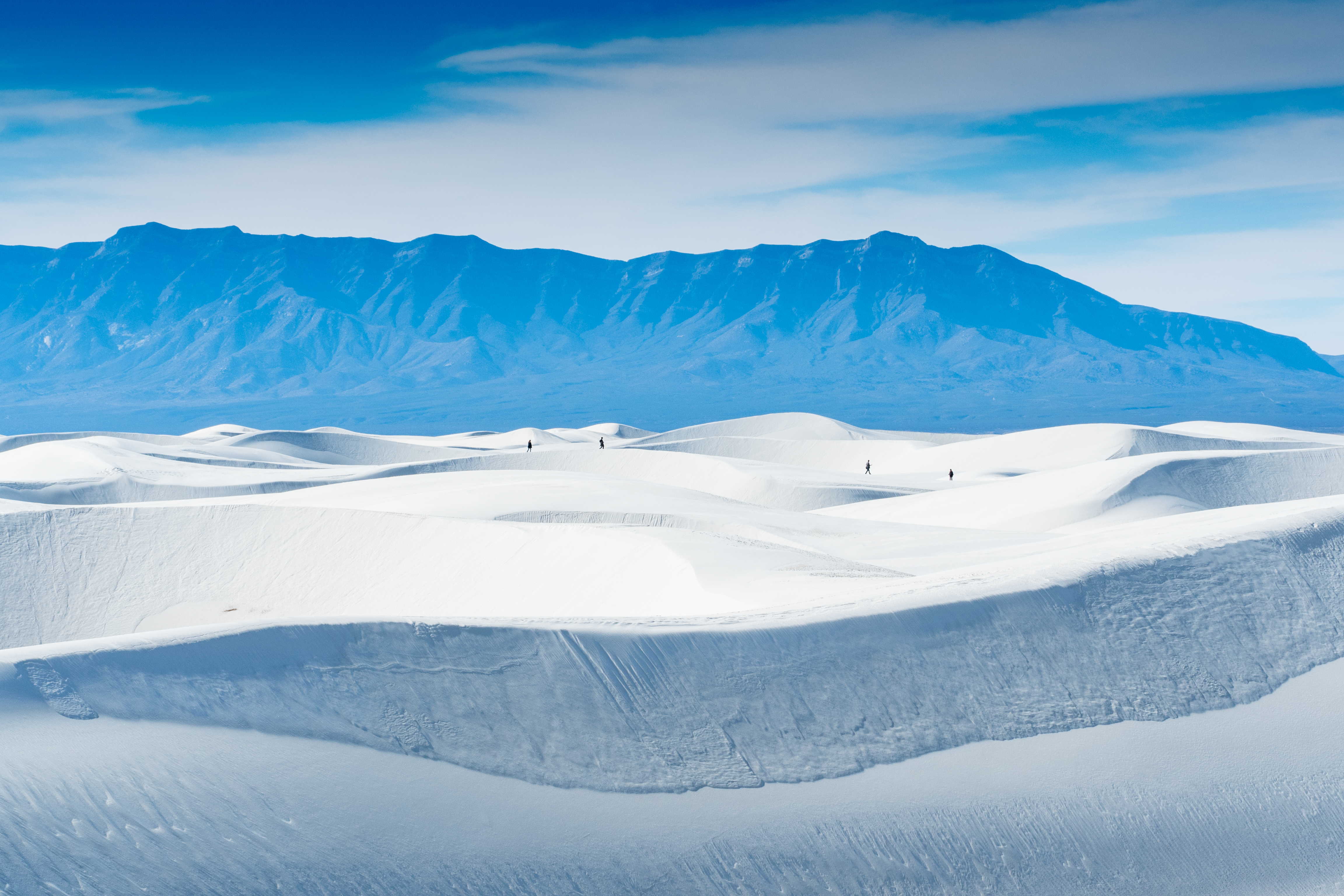
Dunes de gypse dans le parc national de White Sands, Nouveau-Mexique, États-Unis.

  - gisement de roses du désert ou des sables ;
- Nouveau-Mexique :
  - gisement de sables gypseux de White Sands. Ce désert de sable de gypse blancs, visible de l'espace, couvre 580 km2. Des dunes gypseuses peuvent dépasser 12 mètres de haut ;
  - gisement de roses des sables ;
- Texas :
  - gisement de Terlingua.

France
- Montmartre, Paris, Île-de-France[28]
- Malvesi, Les Geyssières, Narbonne, Aude, Languedoc-Roussillon
- Mazan (Vaucluse) avec cristaux mesurés de plus de deux mètres dans une cavité.
- Arignac, Tarascon-sur-Ariège, Ariège, Midi-Pyrénées[29]
- La Verrière, Monsols, Rhône, Rhône-Alpes[30]
- Carresse-Cassaber, Pyrénées-Atlantiques : cristaux pouvant dépasser un mètre, très limpides.

Italie
- Les sites toscans près de Volterra ou de Perticara en Romagne sont appréciés des collectionneurs pour leurs splendides cristaux limpides.
- En Sicile, il existe de magnifiques associations entre gypse et soufre, au point que le gypse peut être décrit comme un minerai accessoire du soufre.
- Mine Niccioleta, Massa Marittima, Province de Grosseto, Toscane[31]
- Dans les argiles de Bologne et de Pavie, cristaux de gypse parfois de grande taille.

Maghreb
- Gisements de rose des sables de grande qualité, aux confins du Maroc et du Sud Algérien, du Sud Tunisien

Mexique
- Mine de Naïca Mun. de Saucillo, Chihuahua. Cette mine héberge des cristaux géants de gypse pouvant atteindre 10 mètres de long. Le phénomène est expliqué par des conditions particulières de cristallisation très stables à partir d'eaux ayant dissout de l'anhydrite[32].
- Mines de San Marcos dans le golfe de Californie en Basse-Californie du Sud, représentant 85 % de la production nationale[33].

## Utilisations et production

### Utilisation antique liée au clivage facile des gros cristaux transparents
Dans l'Antiquité, des cristaux de gypse particulièrement purs, débités en fines lames transparentes ou translucides, ont été employés dans la fabrication de vitres, en l'absence de verre, comme l'atteste Pline l'Ancien.
Notons que cet usage technique n'est pas isolé : de nombreuses sources antiques attestent l'emploi du gypse comme matériau de construction et de décoration à l'air libre, assez commun dans les régions arides.

### Utilisation actuelle
Actuellement, le gypse est principalement exploité pour la production du plâtre.

### Exploitation des gisements
Son exploitation dépasse 60 millions de tonnes en 1980. Environ 75 % du gypse exploité sert à la fabrication du « plâtre de Paris ».

### Production industrielle du minéral
L'obtention industrielle du gypse s'effectue par précipitation du sulfate de calcium dans différents procédés chimiques, notamment lors de :
- la production d'acides : le gypse du procédé phosphogypse par voie humide pour la fabrication de l'acide phosphorique, acide citrique… La fabrication d'acide phosphorique conduit à des tonnages considérables (des centaines de millions de tonnes) de phosphogypse stocké en surface dans d'énormes décharges mais parfois aussi déversé en mer, ce qui est source de pollution marine.

De nombreuses études ont été menées pour le substituer au gypse naturel, notamment pour la fabrication de carreaux de plâtre. Le séchage de ces derniers s'est avéré prohibitif[réf. nécessaire]. En revanche, la fabrication de la variété α de l'hémihydrate du sulfate de calcium, obtenue par autoclavage en présence d'additifs minéraux, permet d'obtenir des cristaux de taille nettement plus importante et dont le séchage est beaucoup moins coûteux ;
- la désulfuration des gaz : en Allemagne, la loi de 1983 concernant la protection contre les rejets toxiques dans l'atmosphère impose aux centrales thermiques à combustibles fossiles d'être équipées d'installations de désulfuration des gaz de fumée. Il s'agit d'un procédé simple de traitement des fumées, reposant sur l'utilisation de chaux hydratée ou de lait de chaux (la production de chaux générant néanmoins de fortes émissions de dioxyde de carbone qui est un gaz à effet de serre). Les cristaux de gypse ainsi obtenus peuvent servir de matière première à l'industrie des matériaux de construction. Un procédé semblable est utilisé pour le traitement des gaz acides issus de l'incinération des ordures ménagères ;
- la neutralisation des eaux riches en acide sulfurique et en sulfate de l'industrie du dioxyde de titane (TiO2).

Résidu gypseux
Du phosphogypse ou gypse impur contenant divers fluorophosphates de calcium, de fer ou d'aluminium est le sous-produit de la fabrication de l'acide orthophosphorique H3PO4. Le procédé phosphogypse par voie humide part de l'attaque du phosphate tricalcique par l'acide sulfurique à chaud.
La réaction simplifiée pour du phosphate tricalcique pur est la suivante :
Ca3(PO4)2 (s) + 3 H2SO4 (aq) + 6 H2O → 3 CaSO4・2 H2O (s) + 2 H3PO4 (aq).

## Calendrier
Dans le calendrier républicain, Pierre à plâtre était le nom donné au 21e jour du mois de nivôse.

## Galerie

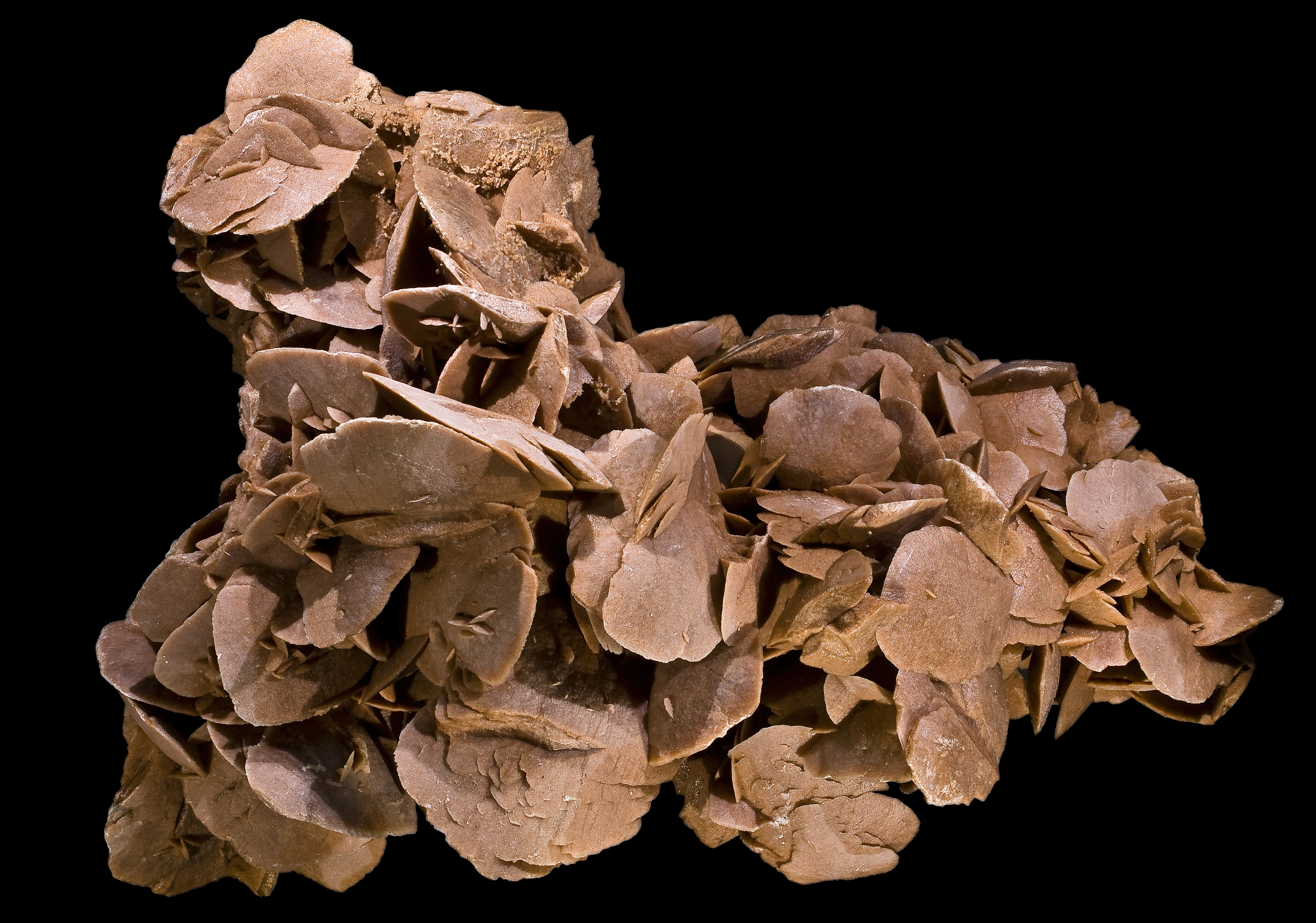
Rose des sables (gypse) – Sud de la Tunisie – 47 cm×33 cm
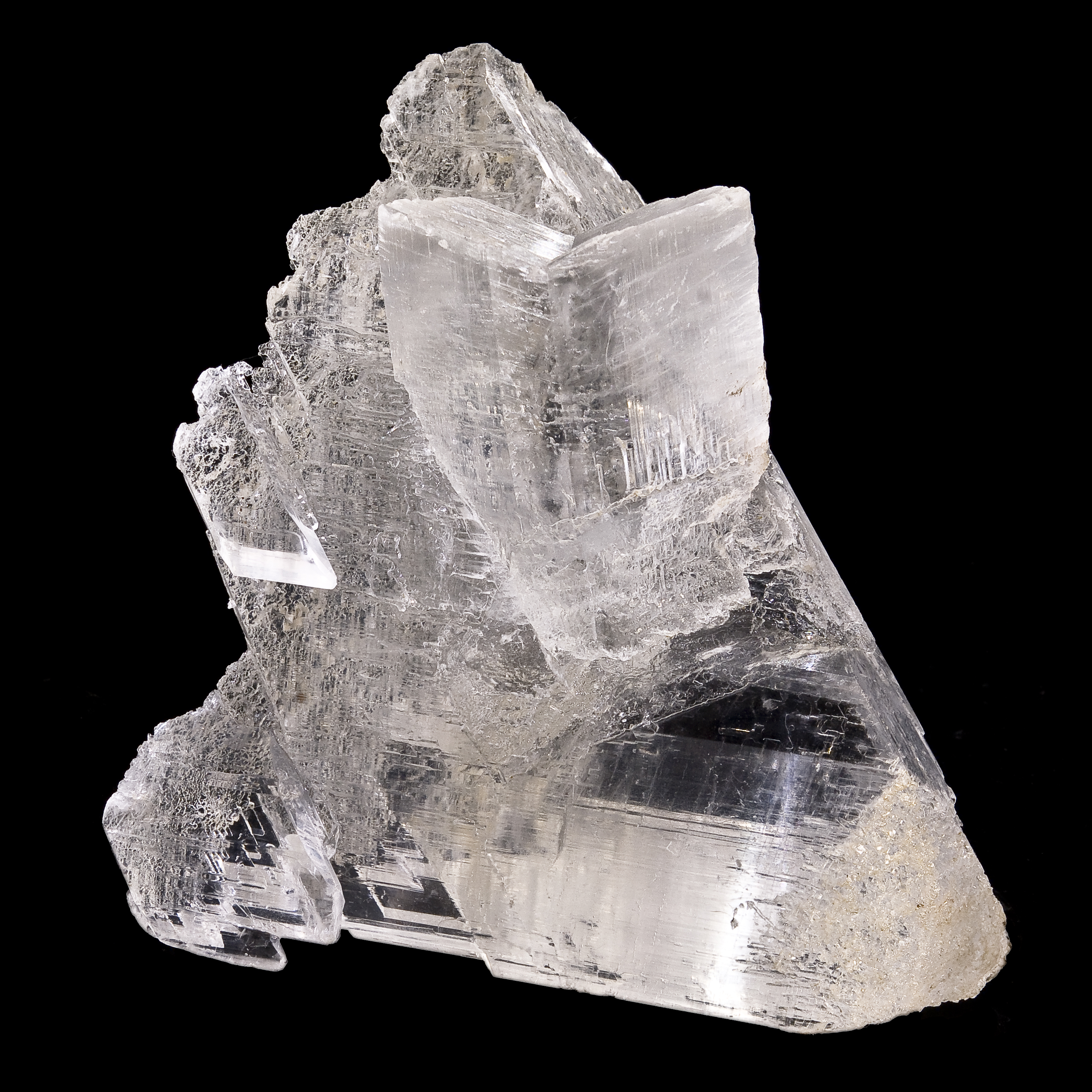
Arignac, Ariège, France – Macle sur {110}
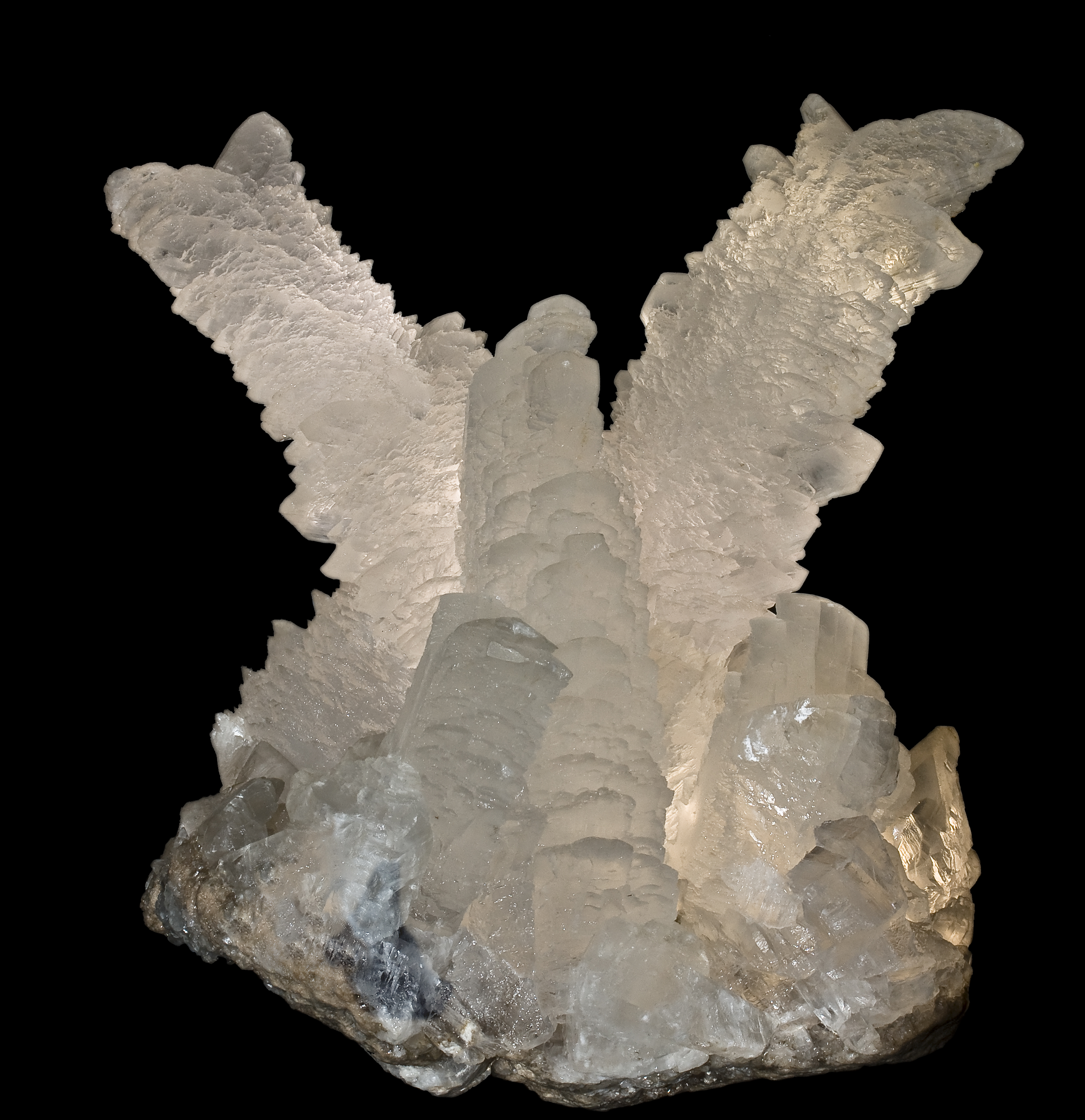
Mine de Naïca, Mun. de Saucillo, Chihuahua, Mexique – 44 cm×30 cm
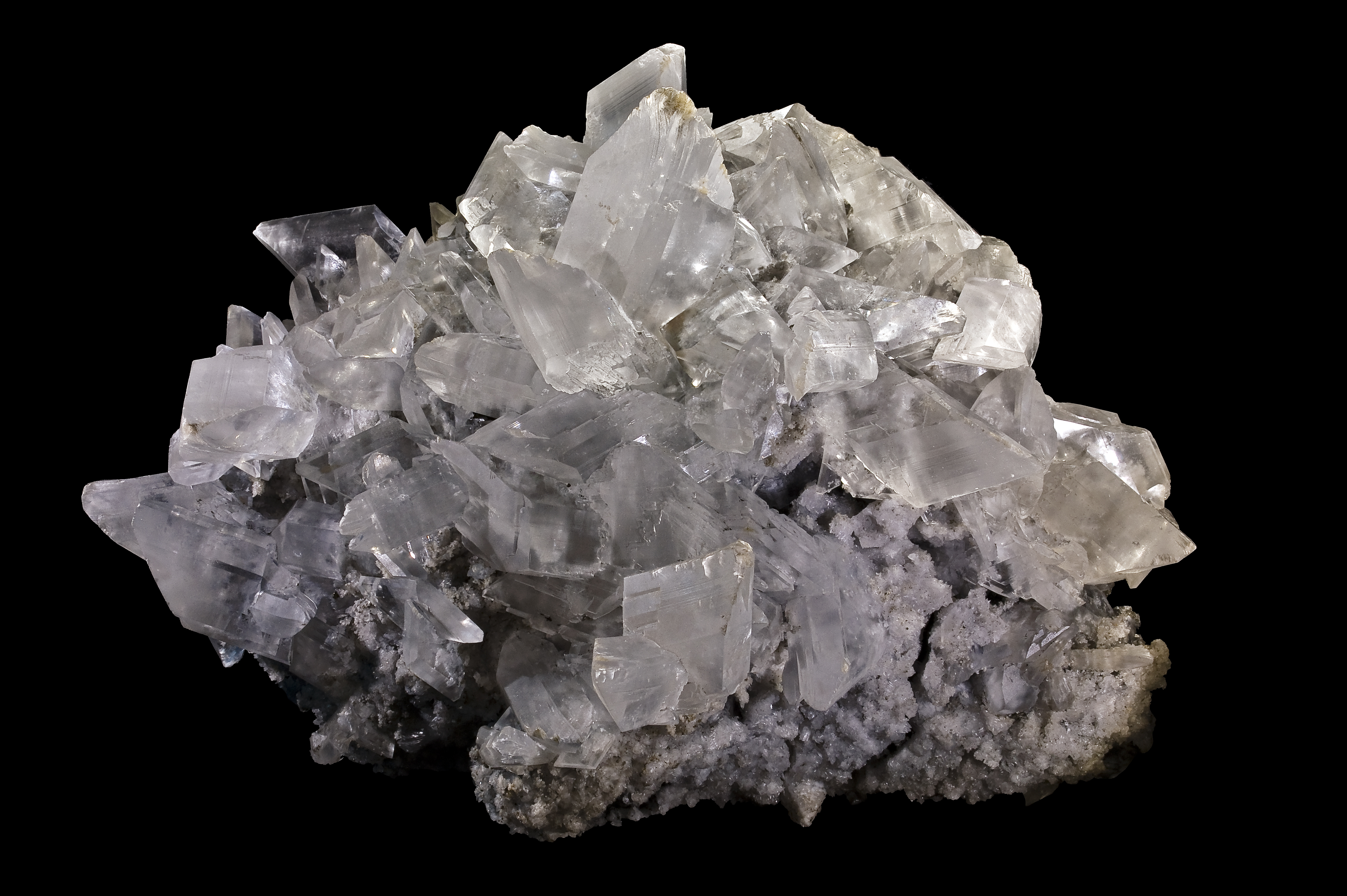
Mine Niccioleta, Massa Marittima, Italie – 28 cm×19 cm